# 322 a.C.
Il 322 a.C. (CCCXXII a.C. in numeri romani) è un anno  del IV secolo a.C.

## Eventi
- Fine della guerra lamiaca, sconfitta della coalizione antimacedone
- Roma
  - Consoli Quinto Fabio Massimo Rulliano e Lucio Fulvio Curvo
  - Dittatore Aulo Cornelio Cosso Arvina

## Morti
- 12 ottobre - Demostene, politico e oratore ateniese (n. 384 a.C.)
- Ariarate I di Cappadocia
- Aristotele, filosofo greco antico
- Cleomene di Naucrati, greco antico
- Iperide, oratore e politico ateniese
- Leonnato, militare macedone antico (n. 356 a.C.)